# فلوريستا دو أراغوايا
فلوريستا دو أراغوايا (بالبرتغالية: Floresta do Araguaia‏)؛ بلدية في ولاية بارا في المنطقة الشمالية من البرازيل.